# Phyllanthus dealbatus
Phyllanthus dealbatus là một loài thực vật có hoa trong họ Diệp hạ châu. Loài này được Alston miêu tả khoa học đầu tiên năm 1931.